# Bruschetta

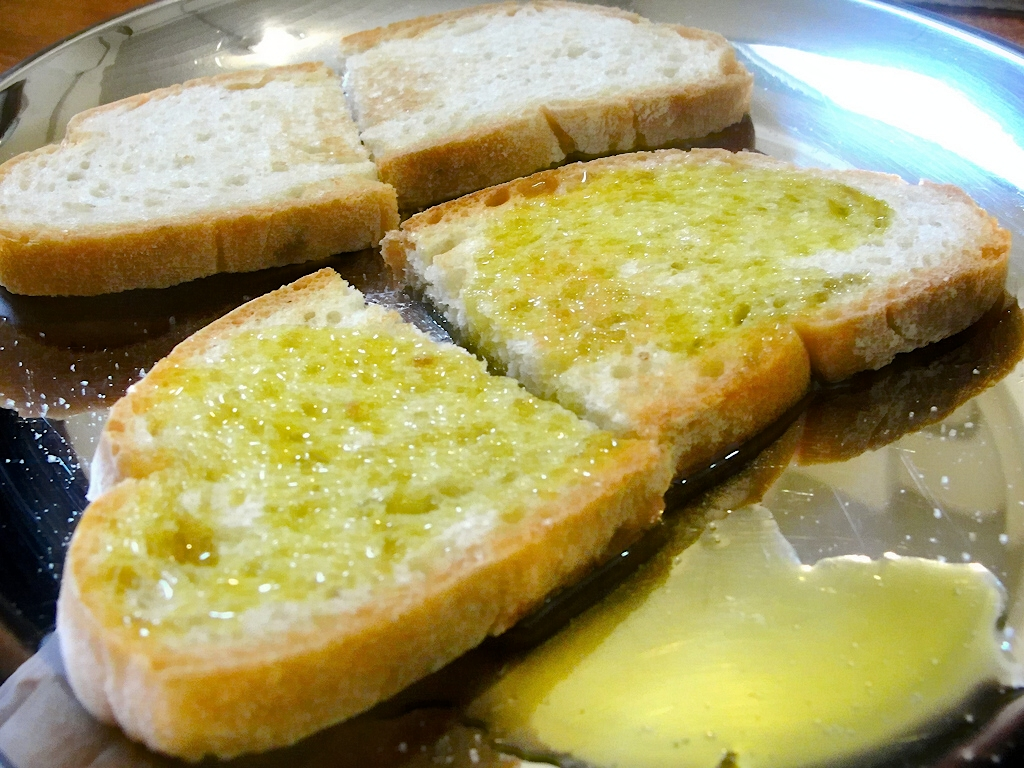
Bruschetta cu usturoi, ulei de măsline și sare

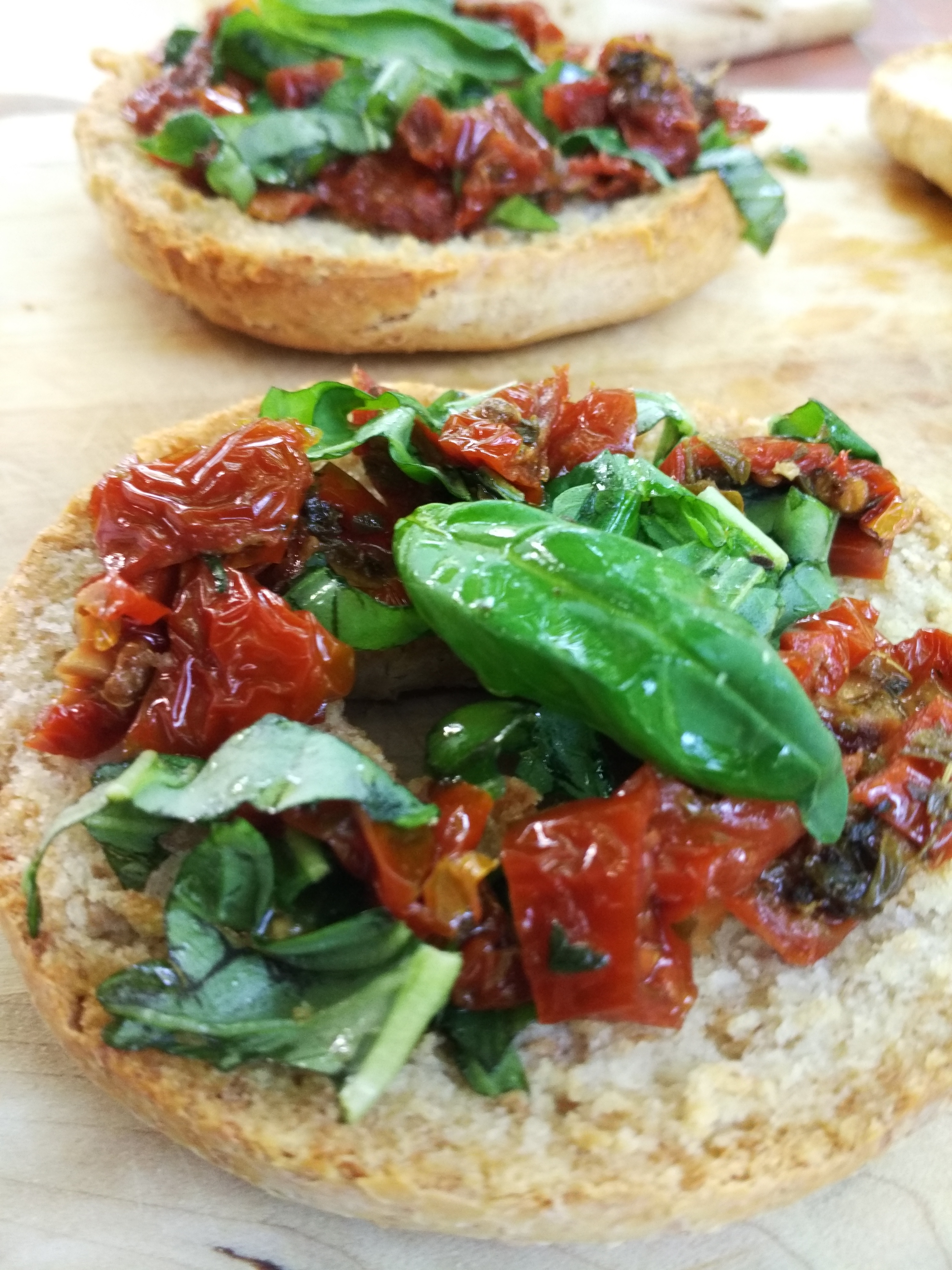
Bruschetta cu roșii tocate și busuioc

Bruschetta [brusˈketːa], audioⓘ aparține aperitivelor de origine italiană. „Hrana săracului” originală vine din Italia Centrală și de Sud. Pâinea proaspăt prăjită, ca de exemplu Pane Pugliese (cu o crustă dură), se freacă, încă caldă, cu o jumătate de cățel de usturoi și se unge cu ulei de măsline, cu piper și sare după gust și se consumă imediat.

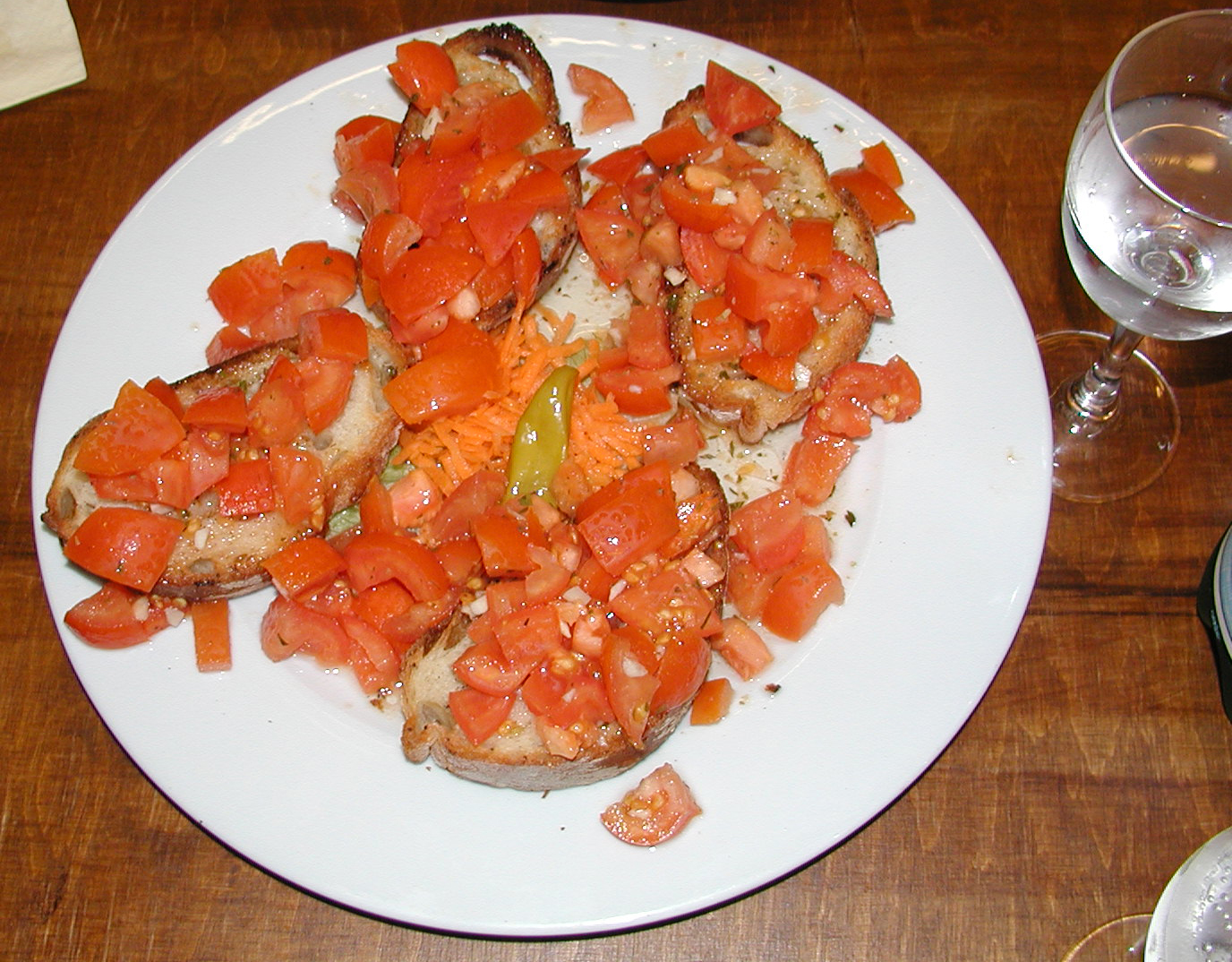
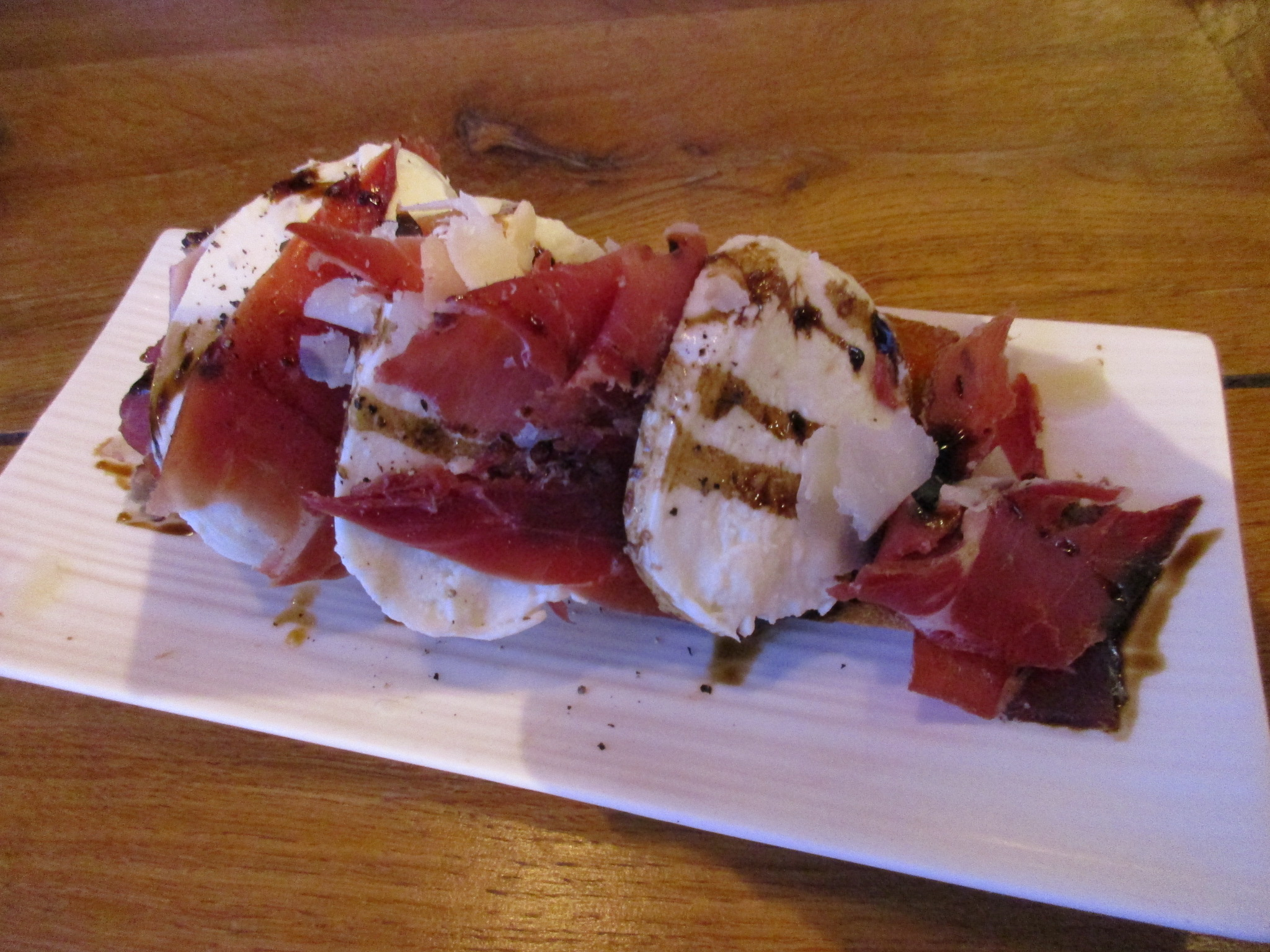
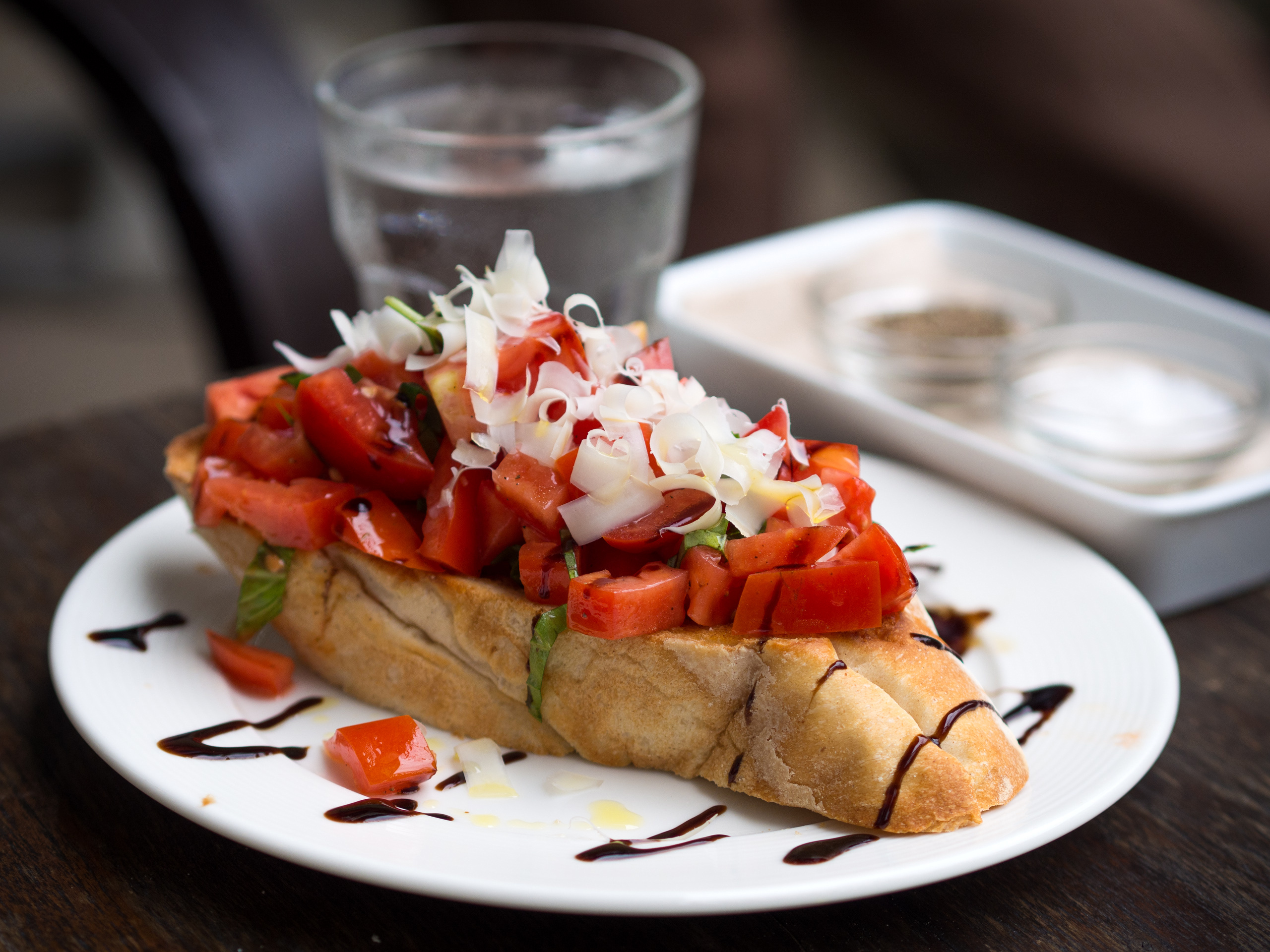
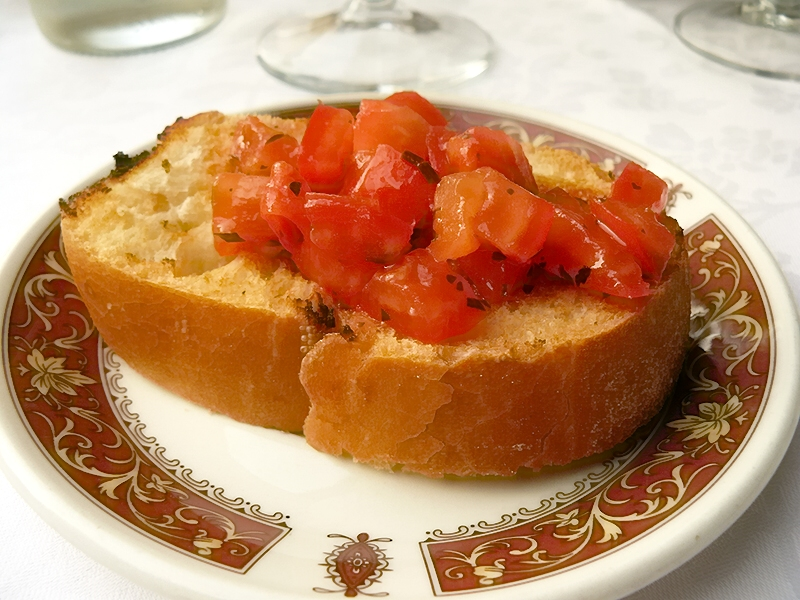

## Variante
Sunt cunoscute numeroase tipuri de bruschetta, în funcție de regiune și de gust :
- Bruschetta cu roșii tocate și busuioc proaspăt (Bruschetta con pomodoro e basilico), de exemplu, este o variantă în mod frecvent întâlnită. În acest caz roșiile tăiate în cubulețe (miezul va fi eliminat) sunt amestecate cu usturoi, busuioc, ulei de măsline și puțină sare și piper. Pâinea (pâinea albă obișnuită) va fi prăjită și unsă chiar înainte de servire cu amestecul de roșii-usturoi. Această variantă este foarte frecventă în Toscana și zona Napoli.
- În Toscana există și pâine preparat nesărată (Pane Sciocco), numită Fettunta.
- În regiunea Abruzzo, în jurul orașului Pescara, bruschetta servită cu șuncă și arrosticini (cuburi de carne de oaie la grătar) trece acolo drept o specialitate.
- În Calabria bruschetta se numește Fedda ruscia (felie de pâine prăjită) și este mâncată cu ulei de masline, sare, piper si oregano sau boia.
- O variantă a bucătăriei catalane este Pa amb tomàquet.

## Literatură
- Margit Proebst: Sandwich & Toast. 100 Rezepte von Bruschetta bis Smørrebrød. Christian Verlag, München 2010, ISBN 978-3-88472-975-5.
- Lynda Zuber Sassi (Hrsg.): Beyond Panini. Silverback Books, Los Angeles 2005, ISBN 1-59637-021-1, S. 38–55 (englisch).
- Cornelia Schinharl: Crostini & Co.: Tramezzini, Panini, Bruschetta. Gräfe und Unzer, München 2000, ISBN 3-7742-1676-2.